# غرة أردوازية
غرة أردوازية (الاسم العلمي: Fulica ardesiaca) (بالإنجليزية: Slate-coloured Coot)‏ هي نوع من الطيور تتبع جنس الغرة من فصيلة المرعات.

## صور

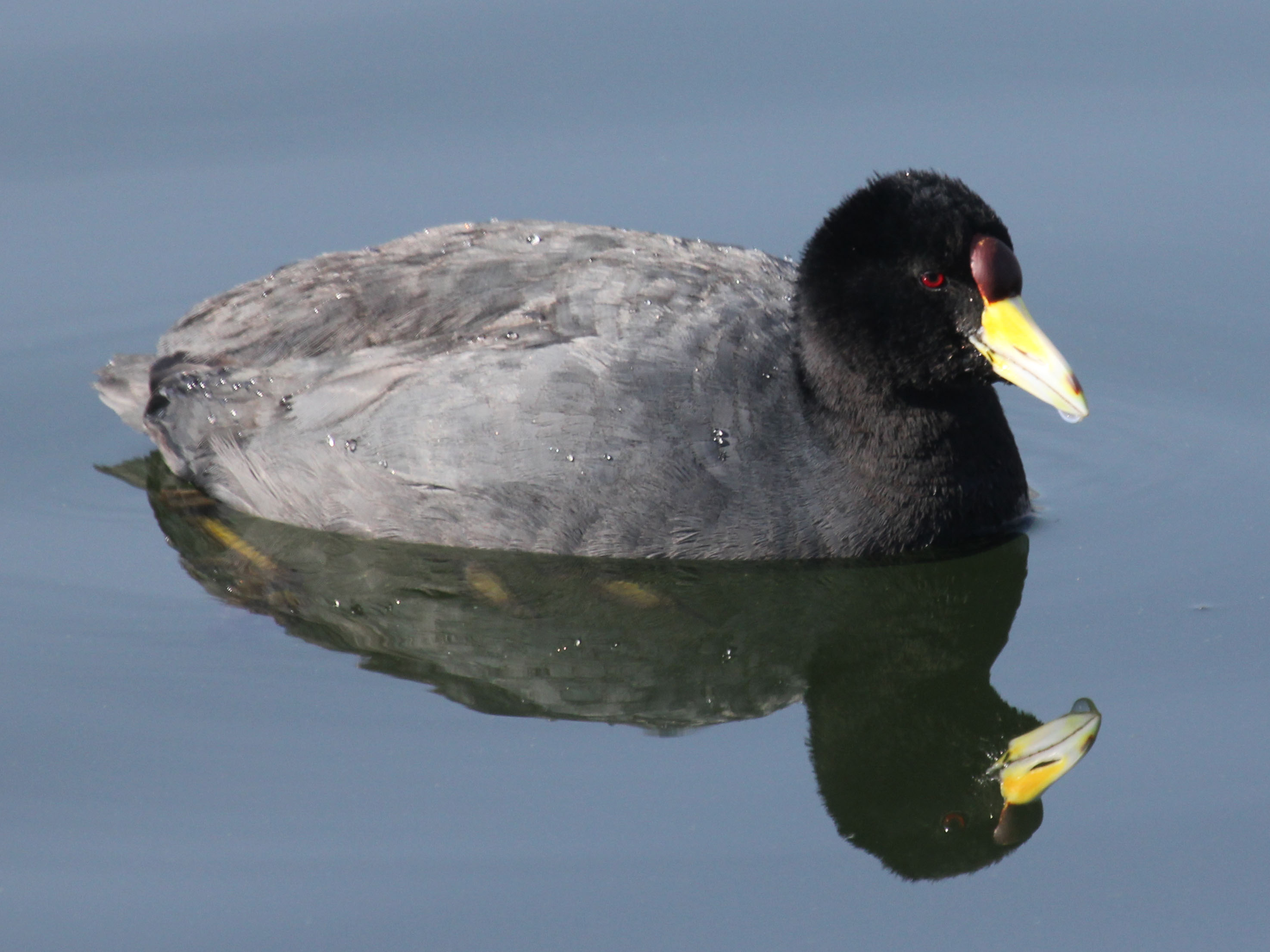
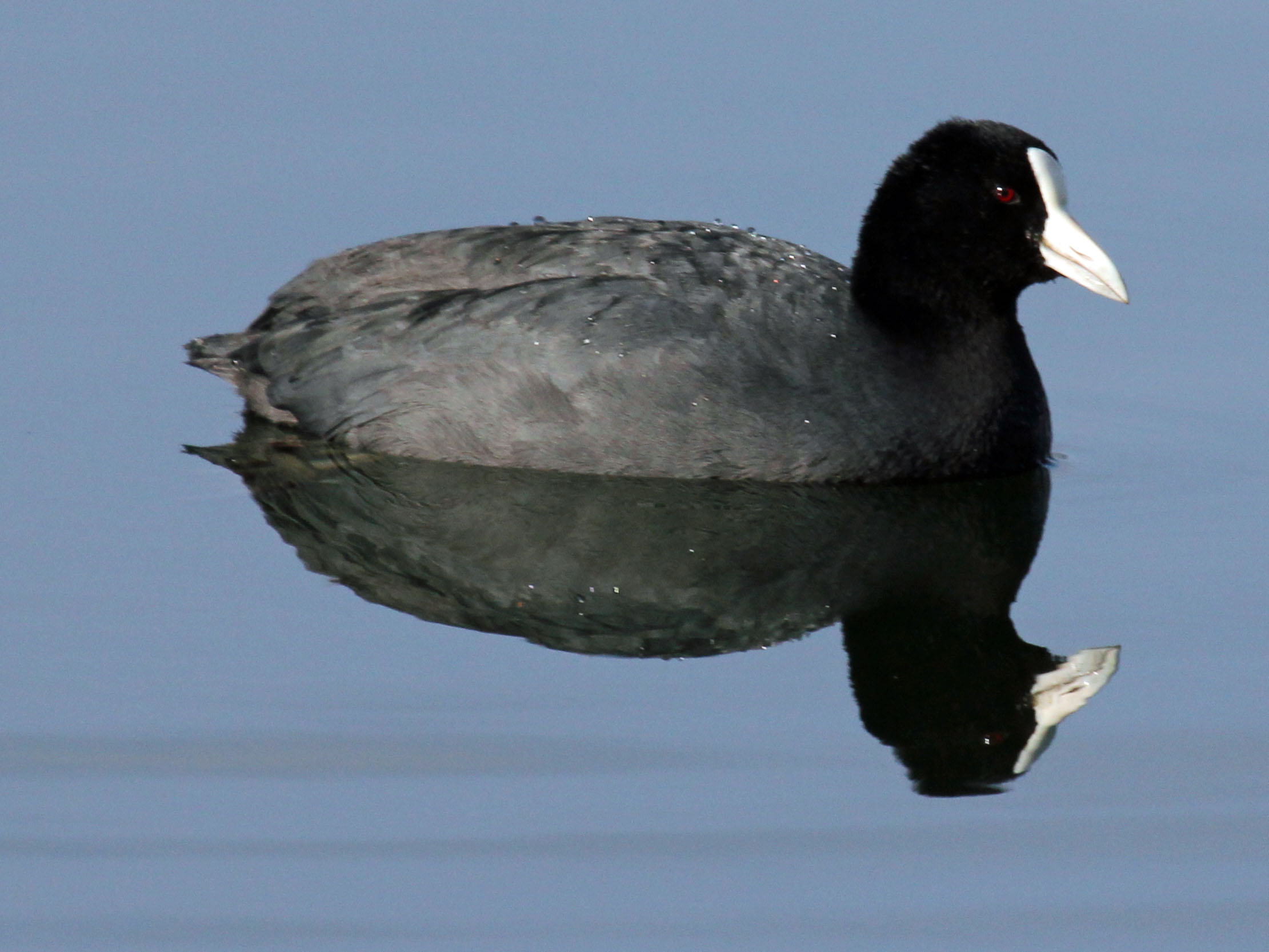
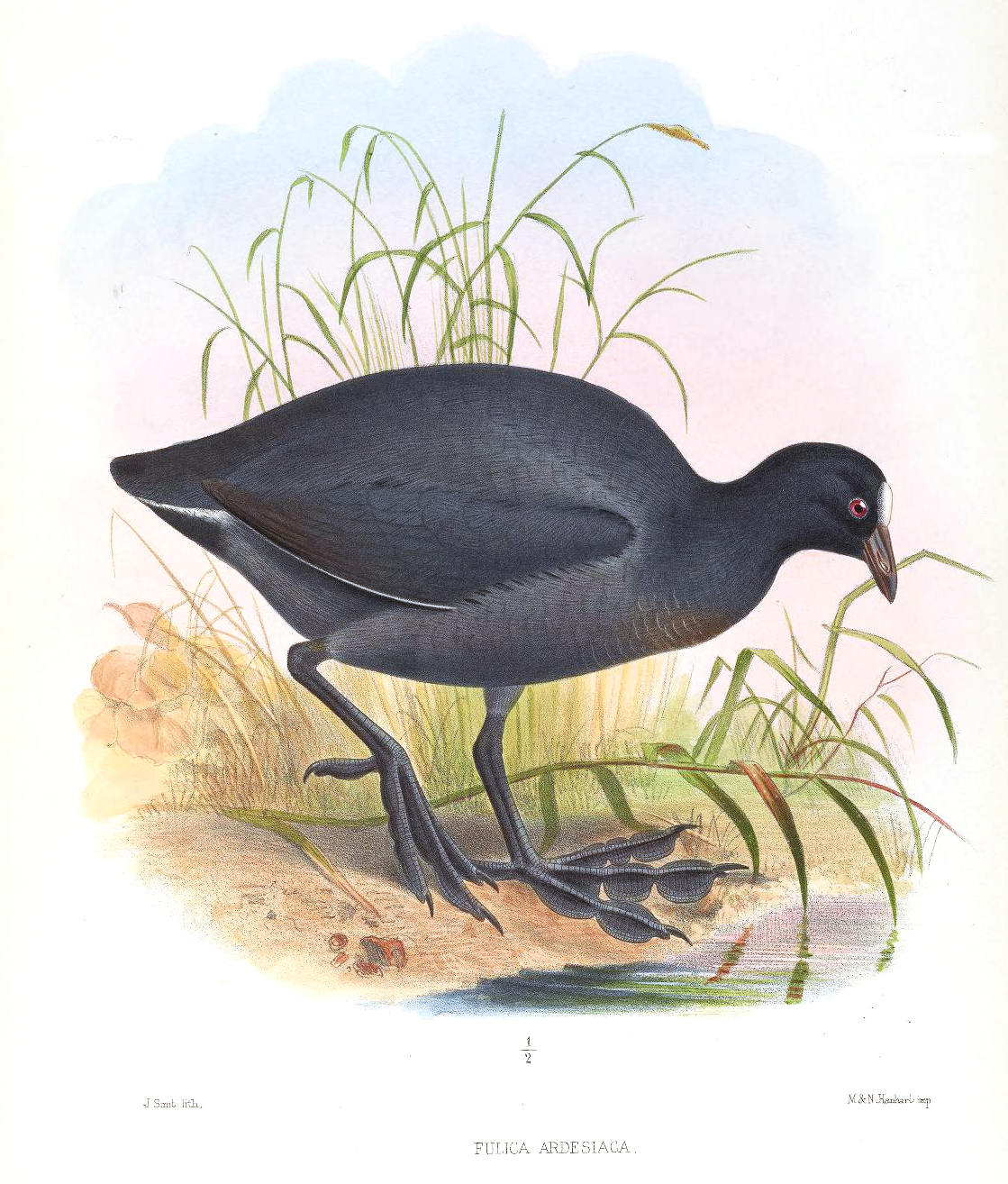
Illustration by جوزيف سميت, 1869